# Kérouané (prefectura de Guinea)
Kérouane es una prefectura de la región de Kankan de Guinea, con una población censada en marzo de 2014 de 207 547 habitantes. Está formada por las siguientes subprefecturas, que igualmente se muestran con población censada en marzo de 2014:
- Banankoro 66,597
- Damaro 27,395
- Kérouane 36,314
- Komodou 21,584
- Kounsankoro 6,913
- Linko 11,583
- Sibiribaro 16,919
- Soromaya 20,242[1]